# Madhalimococcus hyphaeneae
Madhalimococcus hyphaeneae är en insektsart som beskrevs av Mamet 1959. Madhalimococcus hyphaeneae ingår i släktet Madhalimococcus och familjen Halimococcidae.
Artens utbredningsområde är Madagaskar. Inga underarter finns listade i Catalogue of Life.